# Sophronica junodi
Sophronica junodi är en skalbaggsart som beskrevs av Stefan von Breuning 1950. Sophronica junodi ingår i släktet Sophronica och familjen långhorningar. Inga underarter finns listade i Catalogue of Life.